# Jiří Veselský
Jiří Veselský (26. července 1933 Kyjov — 18. dubna 2004 Kyjov) byl český básník.
Byl synem dramatika Jaroslava Marii Veselského. Absolvoval Arcibiskupské gymnázium v Brně, studia historie na Univerzitě Palackého nedokončil. Pracoval jako učitel, knihovník (také na zámku v Kuksu, který hraje v jeho díle důležitou roli), archivář a korektor, příležitostně publikoval umělecké kritiky a články o historii. Udržoval přátelskou korespondenci se spisovateli jako Jakub Deml, Vítězslav Nezval nebo Milan Kundera. V patnácti letech vydal básnickou skladbu Maria, dále napsal poémy Asi tak, Křížová výprava dětí, De Pontificatio Ioannae Papissae Tractatum, Státnice z alchymie, Žarošská pouť, Oratorium na úryvky z deníku ze dnů maďarských událostí 1956 a Čtrnáctiletá u Chruščovgradu, které pro svůj nonkonformní obsah mohl publikovat pouze v samizdatu (souhrnně vyšly až v roce 1996 v souboru Nezaručené pověsti. Později psal spíše drobnou milostnou lyriku, provokující otevřeným zobrazováním hebefilie. V jeho poezii i občanských postojích se projevuje snaha spojit katolickou víru s radikálně levicovými názory (v letech 1951—1957 byl členem KSČ).

## Sbírky
- Dívenky jdou Brnem, Petrov, Brno 1995
- Nezaručené pověsti, Host, Brno 1996
- Mýtus organismu, Torst, Praha 1997
- Transy, Větrné mlýny, Brno 1999
- Všechny tvé dívčí nanicovatosti, Carpe diem, Brumovice 2000
- Zpívající biochémie, Petrov, Brno 2003
- Luna je za vlakem poslední nárazník..., Trigon, Praha 2003

## Knižní korespondence
- Držme se!, korespondence s D. Ž. Borem (editoři Božena Správcová a Michal Jareš), Trigon, Praha 2014